# 林嘉騋
林嘉騋（1944年—），汉族，中华人民共和国政治人物、第十一届全国政协委员。
加入中国国民党革命委员会，担任中国扶贫开发协会副会长、民革福建省委原副主委、省科技厅原副厅长。2008年，当选第十一届全国政协委员，代表中国国民党革命委员会，分入第三组。并担任港澳台侨委员会专委。